# Margarita Xirgu
Margarita Xirgu Subirá (Molins de Rey, 18 de julio de 1888-Montevideo, 25 de abril de 1969) fue una actriz y directora teatral española asociada especialmente con las obras de Federico García Lorca. Fue aclamada por sus actuaciones y trabajo. Hizo numerosas giras en el continente americano, para dar a conocer las obras de los escritores más importantes. Fue primera actriz del Teatro Español de Madrid. Exiliada durante la dictadura franquista, tomó la nacionalidad uruguaya. También se dedicó a la dirección e interpretación teatral.

## Biografía

### Orígenes y juventud
Nació el 18 de julio de 1888 en la localidad catalana de Molins de Rey, en la provincia de Barcelona. Hija de Pedro Xirgu i Martí y Josefa Subirá Polls. En 1890, a los dos años de edad, se fue con su familia a vivir a Gerona, y cuando cumplió ocho años su familia se instaló en Barcelona (1896). En 1897, empezó la escuela y comenzó a frecuentar los Ateneos con su padre. Desde pequeña le gustaba la lectura, y tenía una manera de expresarse clara y artística. En 1900 empezó a trabajar en un taller de pasamanería y se aficionó al teatro en la sede del Ateneo (Distrito V) de Barcelona, al que era asiduo su padre y colaboró con sociedades dramáticas. En 1902 debutó como aficionada en el Salón Asiático de Barcelona con la obra Lo nuvi, de José Feliú y Codina. Un año más tarde actuó en Don Álvaro o la fuerza del sino, de Ángel de Saavedra, en el Ateneo del distrito quinto, interpretando el papel de Curra, mostrando ya su gran talento al público.
Comenzó su labor como actriz en grupos de aficionados desde niña y debutó profesionalmente con la compañía de Josep Santpere. En 1905 le diagnosticaron una enfermedad pulmonar. No obstante, empezó a colaborar con Gent Nova de Badalona. A los dieciocho años de edad, en 1906, obtuvo el papel de la protagonista de la obra de Emile Zola, Thérèse Raquin. Fue el detonante de su carrera ya que fue su primera obra profesional. La primera función fue el 4 de octubre de 1906 en el Círcol de Propietaris de Gràcia. Este mismo año, fue contratada por primera vez para actuar en el teatro Romea de Barcelona en el papel de Blanca en la obra Mar y Cel, de Ángel Guimerá.

### Los inicios profesionales

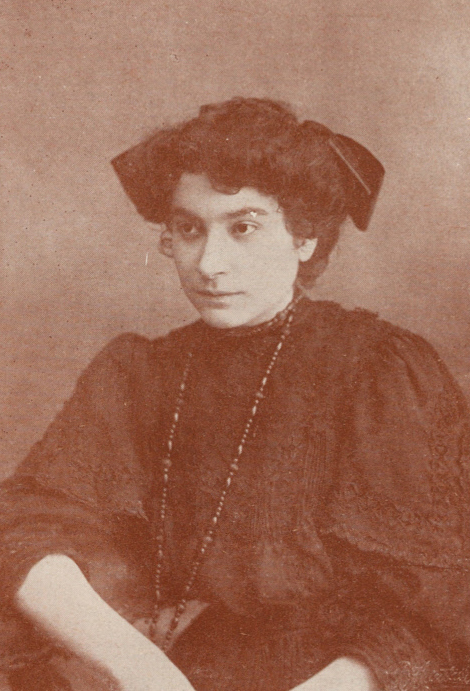
Margarita Xirgu hacia 1908

En 1909, participó en la obra Terra baixa. Tuvo lugar en el día 23 de mayo en el parque de Montjuïc durante un día especial consagrado en rendir homenaje a Ángel Guimerá, con la representación de sus obras más notables. En 1910, interpretó el papel de Salomé de Oscar Wilde en el Teatro Principal de Barcelona. Su actuación fue aplaudida por la revista Feminal que escribía: «La senyoreta Xirgu, com sempre, deliciosa, millorant cada dia en ses creacions». Esto le permitió demostrar su gran talento con la interpretación de varios personajes de las obras más importantes de Barcelona como Salomé de Oscar Wilde, o Elektra, una tragedia que había sido adaptada por Hugo von Hofmannsthal, que estrenó el 8 de mayo de 1912.

En 1910 formó su propia compañía, y estrenó, entre otras, las obras Andrónica y La reina joven en el Teatro Romea de Barcelona, lo que le granjeó un gran prestigio en la escena catalana. Entre 1909 y 1916 intervino en algunas películas, y tras esa experiencia no volvió a ponerse ante una cámara más que en una ocasión, en 1938, con el filme argentino Bodas de sangre.

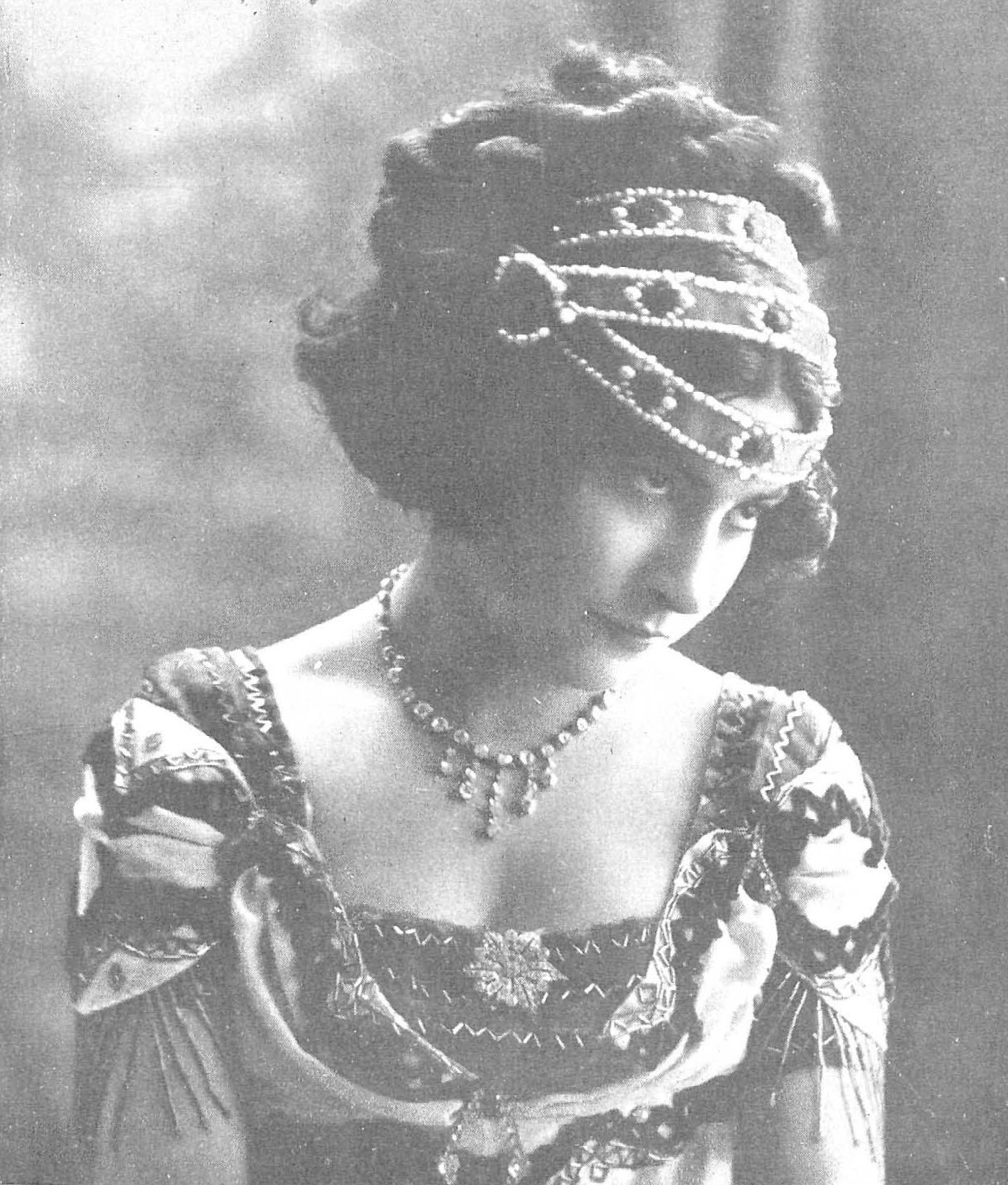
Xirgu en Nuevo Mundo (1911)

En 1913, interpretó a Fru-Fru en el Principal de Barcelona. Este mismo año, Margarita Xirgu llega en el Teatro Odeón (una sala de 995 espectadores que acogía a las más grandes obras y compañías europeas). La competitividad en aquel entonces con el cine era bastante importante, así que su éxito fue todavía más notable. Unas oportunidades para trabajar en América (Argentina, Chile, Uruguay) se les vieron ofrecidas por Faustino da Rosa, un empresario argentino. Esta oportunidad de trabajo la llevó a emprender cuatro viajes a toda Hispanoamérica y a ganar un 50 % de los beneficios en cada una de sus actuaciones. Para esta gira varias obras fueron elegidas.

### Los años de apogeo
Regresó a España para el estreno de unas obras importantes. También, su actividad con la Compañía nunca dejó de funcionar en Barcelona ya que se seguía reproduciendo obras. En 1914 dio el salto a Madrid, donde trabajó en el Teatro Español, interpretando obras de Valle-Inclán (estreno de Divinas palabras, 1933), George Bernard Shaw, Gabriele D’Annunzio, Alejandro Casona (La sirena varada, 1934).

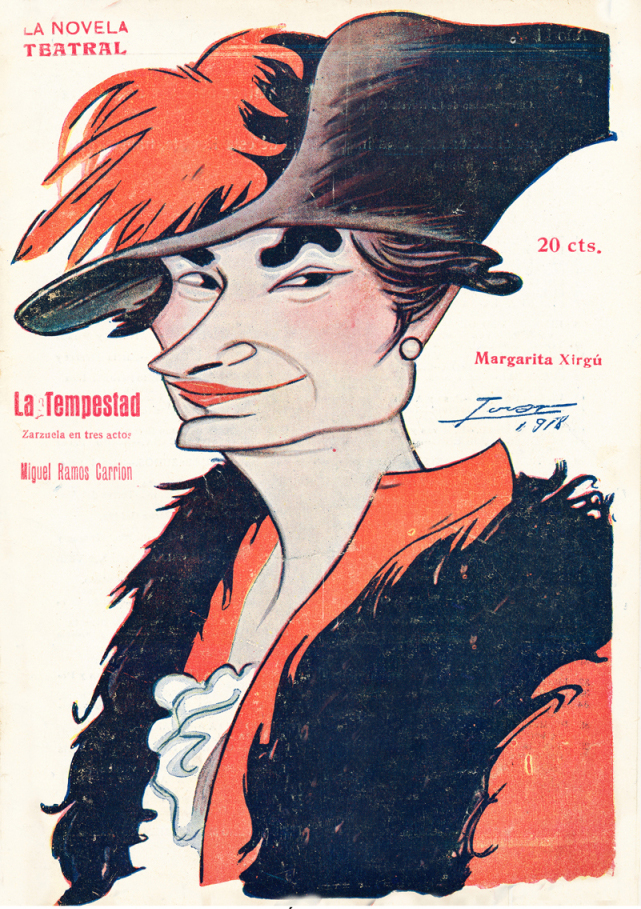
Caricaturizada por Tovar (1918)

En 1921, emprende su segundo viaje a Hispanoamérica. En el verano de 1926, en Madrid, conoce a Federico García Lorca, del que fue asidua colaboradora. El autor vio en ella  «la actriz que rompe la monotonía de las candilejas con aires renovadores y arroja puñados de fuego y jarros de agua fría a los públicos adormecidos sobre normas apolilladas». «Es una mujer extraordinaria y de raro instinto para apreciar e interpretar la belleza dramática, que sabe encontrarla donde está. Va a buscarla con una generosidad inigualable, haciendo caso omiso de toda consideración que pudiéramos llamar de índole comercial.»
Fue un encuentro importante tanto en el plano personal como en el laboral, ya que fue la protagonista y directora de muchas de sus obras. En 1927, estrenó a Mariana Pineda, en Barcelona, unas de las representaciones de más éxito y reconocimiento de su carrera. El vestuario había sido creado por el mismo Salvador Dalí. En los años siguientes estrenaría: La zapatera prodigiosa (1930), Yerma (1934), Doña Rosita la soltera o El lenguaje de las flores (1935). Y reestrenó Bodas de sangre (1935), con escenografía de José Caballero. Antes había formado parte de la representación de una obra republicana y de izquierda, de 1931, debida a Rafael Alberti, Virgen María en Fermín Galán, donde levantó la voz para decir “¡Abajo la monarquía!”. Margarita Xirgu dirigió la Comedia Nacional Uruguaya y la Escuela de Arte Dramático de Montevideo que lleva su nombre.
En 1933 consiguió actuar en el teatro romano de Mérida, marcando el comienzo del Festival de Teatro Clásico de la capital extremeña. En 1934 fue nombrada hija adoptiva de Mérida.
El 1 de abril de 1936 fallece en La Habana su esposo, Josep Arnall.
Cuando estalló la guerra civil en España, se encontraba en Hispanoamérica para producir las obras de García Lorca. En este mismo tiempo, él estaba escribiendo una de sus obras más famosas La casa de Bernarda Alba; decidió quedarse en España y en agosto de 1936 fue fusilado en Granada por los sublevados. Al conocer la muerte de su gran amigo, Xirgu estaba preparando en México la representación de Yerma, cuya historia cuenta la de una mujer desesperada por no tener hijos. Xirgu cambió un pasaje del texto, en el cual la protagonista decía, tras haber asesinado a su marido, “Yo misma he matado a mi hijo”, por “Han asesinado a mi hijo”, frase relevante de la culpa de los franquistas. Representó también Doña Rosita en el Teatro Odeón de Buenos Aires. Y en 1938 actuó en la película argentina Bodas de sangre, dirigida por Edmundo Guibourg. Las críticas fueron favorables; así, el diario La Nación dijo: «Ofreció una vigorosa interpretación», «prestigiosa primera actriz», «las tres largas ovaciones». 

### Los años del exilio
Franco tomó el poder en 1939 cuando Margarita Xirgu vivía en Argentina. Por sus ideas políticas de izquierda, prefirió no regresar a España así que vivió en América (Argentina, Chile, Uruguay); de hecho nunca regresó ya que esperaba que acabara la dictadura franquista para volver a su país natal, donde llegaron a llamarla Margarita la Roja.
En 1941, Fernando Oca del Valle (Madrid, 1893-Asunción, 1973), un exiliado republicano, fundó la Compañía Teatral del Ateneo Paraguayo, en Asunción. Tras haberse instalado en Montevideo en 1943, ella se convierte en la directora del Instituto Auditorio de Montevideo (SODRE). Al año siguiente llegó Margarita Xirgu a la Compañía Teatral del Ateneo Paraguayo. El trabajo de Oca del Valle para transformar culturalmente el teatro asunceno había convencido a la actriz. De hecho, tenía el proyecto de quedarse en la ciudad un par de semanas, y de hacer unas representaciones en el Teatro Municipal. En 1944, emprende un viaje en Santiago de Chile para poder presentar sus obras. Este mismo año, se va a Buenos Aires, y hace representaciones donde combina teatro clásico con obras contemporáneas haciendo así creatividad escénica. En 1945 estrenó en el Teatro Avenida de Buenos Aires el último drama de Lorca, La casa de Bernarda Alba.
En Montevideo representó obras de autores españoles y obtuvo el cargo de directora de la Escuela Municipal de Arte Dramático (EMAD) en 1949. Junto a ella se formaron actores de la talla de Amelia de la Torre, Cándida Losada, Enrique Diosdado, Alberto Closas y Sancho Gracia. Actuó y dirigió en la Comedia Nacional de Uruguay en el Teatro Solís de Montevideo a la joven China Zorrilla en Romeo y Julieta, Sueño de una noche de verano y Bodas de sangre. Obtuvo la nacionalidad uruguaya, compró una casa en el balneario de Punta Ballena, en Maldonado y permaneció en Uruguay durante sus últimos veinte años de vida. En Montevideo la Escuela Multidisciplinaria de Arte Dramático (la cual dirigió desde su fundación en 1949 hasta 1957) lleva su nombre.

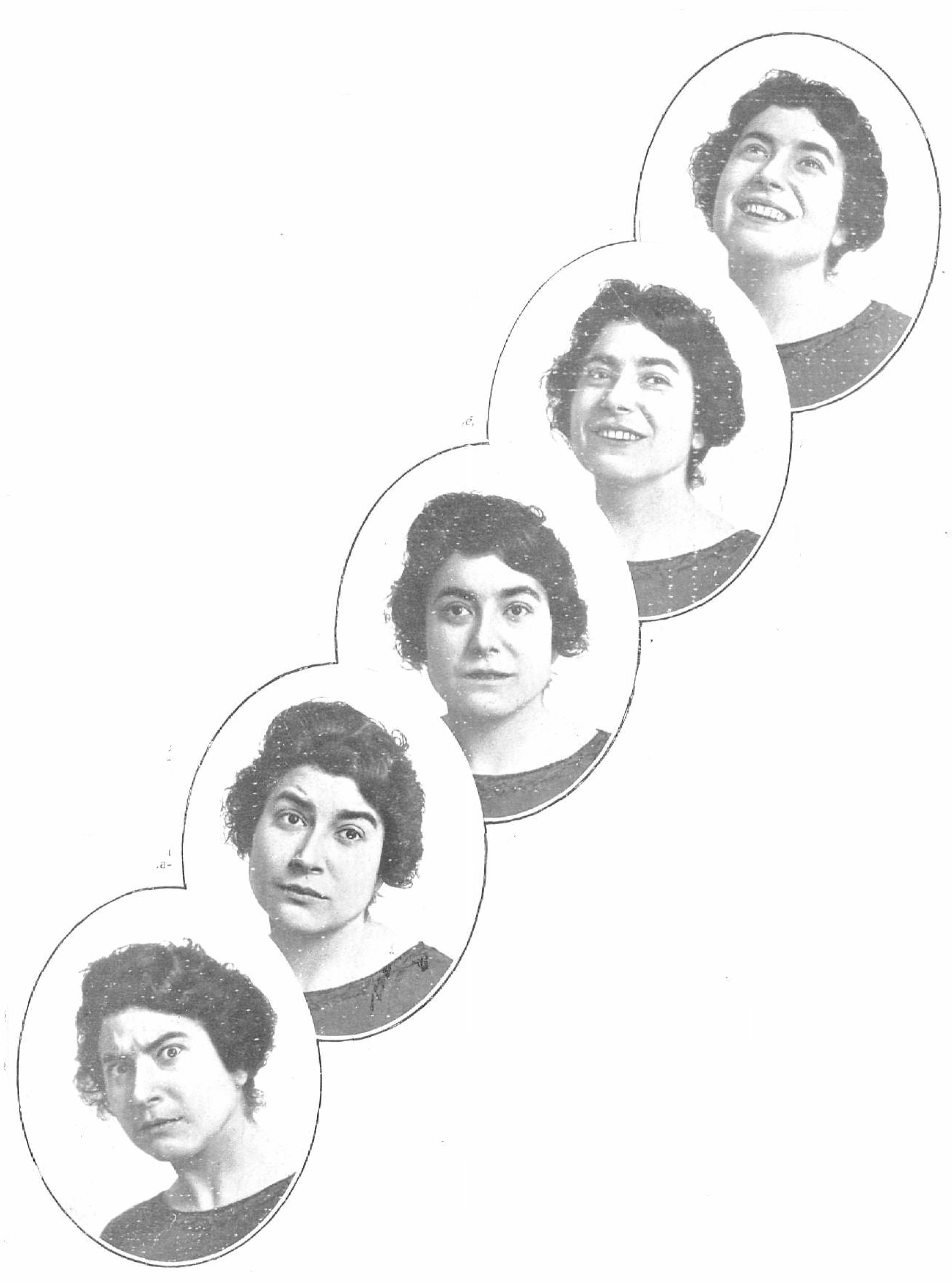
Fotografiada por Campúa en La Esfera (1914)

Falleció tras una intervención quirúrgica en Uruguay, el 25 de abril de 1969. Sus restos fueron enviados a su pueblo natal en 1988 en Molins de Rey, años después del fin de la dictadura franquista. Cuentan que antes de morir, dijo que los griegos tenían razón: «el exilio era el más terrible de los castigos».

## Vida personal
En 1907 falleció su padre y Margarita Xirgu se hizo cargo de la familia. Por motivos económicos se casó en dos ocasiones; la primera vez en 1910 con Josep Arnal, quien falleció en 1936. Y en segundas nupcias con el actor Miguel Ortín en 1941. Ortín más tarde se convertiría en su representante en la compañía teatral. En ninguna de sus dos uniones hubo hijos.

## La crítica y los reconocimientos
Según escritos, artículos, sus prestaciones arriba del escenario eran impresionantes. Interpretó a personajes profundos y trágicos como Salomé, Juana de Arco y Medea. En relación con su actuación en El yermo de las almas, el periódico La Vanguardia elogiaba su fuerza dramática y el mérito de interpretar tan difícil papel. Walter Vidarte, un actor uruguayo con quien Margarita Xirgu había trabajado, habló de su talento: “Cuando se unía su poesía con la de Lorca se convertía aquello en algo enorme, excepcional, que paralizaba a la gente”.
Al llegar Xirgu a Paraguay, periódicos importantes como El País o La Tribuna publicaron artículos sobre ella. El País declaraba en una nota llamada «La Compañía Margarita Xirgu es la única en su género que lleva consigo al creador de los decorados» el 1 de agosto de 1944 que la compañía de la actriz y directora era modernizadora respecto a la puesta en escena del teatro, y su originalidad en comparación con otras compañías teatrales del momento. También, relevada el trabajo de otras personas como el escenógrafo Santiago Ontañón y su importancia para Xirgu por el pareció de su trabajo, el cuidado en las escenas y los detalles. 
- En 1988, diecinueve años después de su muerte, la Generalidad de Cataluña reclamó la repatriación de sus restos mortales, que actualmente descansan en su lugar de nacimiento.
- Desde 1973 se otorga en su honor, el Premio Margarida Xirgu a la mejor interpretación femenina de la temporada teatral barcelonesa. El premio se entrega en su ciudad natal, Molins de Rey.
- En reconocimiento a su obra, la Agencia Española de Cooperación Internacional para el Desarrollo y Radio Exterior de España instituyeron en 1985 el Premio de Teatro Radiofónico «Margarita Xirgu».[14]
- La ópera de cámara Ainadamar (2004) del argentino Osvaldo Golijov se inspira en la gira sudamericana de Margarita Xirgu.
- Tiene una plaza con su nombre en la ciudad de Barcelona y calles con su nombre en las ciudades de Málaga, Palma de Mallorca, Rubí (Barcelona), Guadalajara, Zaragoza, Madrid, Mérida, Granada, Gijón, Vitoria, Sant Feliu de Llobregat, Sabadell (Barcelona), El Prat de Llobregat (Barcelona), Badalona (Barcelona),Montornés del Vallés (Barcelona) Viladecans (Barcelona) y Ascó (Tarragona) como también en Don Orione (Buenos Aires),[15]
- Las localidades de Hospitalet de Llobregat y Badalona (ambas de la provincia de Barcelona) tienen un instituto que lleva su nombre. También en Móstoles, en la provincia de Madrid, tiene su nombre un colegio Público, ubicado en Avenida de la ONU.
- En Badalona hay un teatro  con su nombre.[16]
- En Buenos Aires existe un teatro con su nombre.[17]
- En Alcalá de Henares hay un teatro con su nombre.[18]
- En Montornés del Vallés hay un teatro con su nombre.[19]

- En julio de 2018 la Asociación “Herstóricas. Historia, Mujeres y Género” y el Colectivo “Autoras de Cómic” creó un proyecto de carácter cultural y educativo para visibilizar la aportación histórica de las mujeres en la sociedad y reflexionar sobre su ausencia consistente en un juego de cartas. Una de estas cartas está dedicada a Xirgu.[20][21]
- En Montevideo, Uruguay hay una plaza en el barrio El Prado que lleva su nombre.
- En la ciudad de Santander (Cantabria) tiene una calle con su nombre.

## Filmografía
- La reina joven (1916).[22]
- El beso de la muerte (1916).
- Alma torturada (1917).
- Bodas de sangre (1938).

## Obras representadas (selección)
| Obra                              | Año  | Autor                                                 | Teatro                                    |
| --------------------------------- | ---- | ----------------------------------------------------- | ----------------------------------------- |
| Mar y cielo                       | 1906 | Ángel Guimerá                                         | Teatro Romea                              |
| Joventut príncep                  | 1908 | Wilhelm Meyer Forster                                 | Teatro Principal de Barcelona             |
| Miqueta y sa mare                 | 1909 | Robert de Flers                                       |                                           |
| Tierra baja                       | 1909 | Ángel Guimerá                                         | Barcelona                                 |
| Salomé                            | 1910 | Oscar Wilde                                           | Teatro Principal de Barcelona.            |
| La reina jove                     | 1911 | Ángel Guimerá                                         |                                           |
| El genio alegre                   | 1912 | Hermanos Álvarez Quintero                             |                                           |
| Frou frou                         | 1912 | Henri Meilhac - Ludovic Halévy                        | Teatro Principal de Barcelona             |
| Magda                             | 1913 | Hermann Sudermann                                     | Teatro Odeón Buenos Aires                 |
| Patio azul                        | 1914 | Santiago Rusiñol                                      | Teatro de la Princesa de Madrid           |
| Elektra                           | 1914 | Hugo von Hofmannsthal                                 |                                           |
| El yermo de las almas             | 1915 | Valle-Inclán                                          | Teatro Principal de Barcelona.            |
| Tierra baja                       | 1915 | Ángel Guimerá                                         |                                           |
| Marianela                         | 1916 | Benito Pérez Galdós                                   | Teatro de la Princesa de Madrid.          |
| La dicha ajena                    | 1916 | Hermanos Álvarez Quintero                             |                                           |
| El mal que nos hacen              | 1917 | Jacinto Benavente                                     | Madrid.                                   |
| Así se escribe la historia        | 1918 | Hermanos Álvarez Quintero                             |                                           |
| Santa Juana de Castilla           | 1918 | Benito Pérez Galdós                                   |                                           |
| Pipiola                           | 1918 | Hermanos Álvarez Quintero                             | Teatro Novedades de Barcelona             |
| El dragón de fuego                | 1918 | Jacinto Benavente                                     | Teatro de la Princesa                     |
| La inmaculada de los dolores      | 1918 | Jacinto Benavente                                     |                                           |
| Rosas de otoño                    | 1918 | Jacinto Benavente                                     | Teatro Novedades de Barcelona             |
| Tierra baja                       | 1919 | Àngel Guimerà                                         | Teatro Centro de Madrid                   |
| Una señora                        | 1920 | Jacinto Benavente                                     | Teatro Centro de Madrid.                  |
| La loca de la casa                | 1920 | Benito Pérez Galdós                                   | Teatro Novedades de Barcelona.            |
| La niña de Gómez Arias            | 1922 | Calderón de la Barca                                  | Teatro Español de Madrid.                 |
| Los ojos de los muertos           | 1922 | Jacinto Benavente                                     |                                           |
| La noche del sábado               | 1922 | Jacinto Benavente                                     |                                           |
| La comida de las fieras           | 1922 | Jacinto Benavente                                     |                                           |
| La calumniada                     | 1922 | Hermanos Álvarez Quintero                             |                                           |
| Ramo de locura                    | 1922 | Hermanos Álvarez Quintero                             |                                           |
| Nena Teruel                       | 1922 | Hermanos Álvarez Quintero                             |                                           |
| La calumniada                     | 1923 | Hermanos Álvarez Quintero                             | Teatro Español de Madrid                  |
| Ganas de reñir                    | 1923 | Hermanos Álvarez Quintero                             | Teatro Español de Madrid                  |
| Cristalina                        | 1924 | Hermanos Álvarez Quintero                             | Teatro Principal de Alicante              |
| La vida que te di                 | 1924 | Luigi Pirandello                                      |                                           |
| El otro peligro                   | 1924 | Maurice Donnay                                        |                                           |
| Santa Juana                       | 1925 | George Bernard Shaw                                   | Teatro Goya de Barcelona                  |
| Campo de armiño                   | 1925 | Jacinto Benavente                                     | Teatro Tívoli de Barcelona                |
| Las flores                        | 1926 | Hermanos Álvarez Quintero                             |                                           |
| Barro pecador                     | 1926 | Hermanos Álvarez Quintero                             |                                           |
| La mariposa que voló sobre el mar | 1926 | Jacinto Benavente                                     |                                           |
| La princesa bebé                  | 1927 | Jacinto Benavente                                     |                                           |
| La noche iluminada                | 1927 | Jacinto Benavente                                     |                                           |
| Mariana Pineda                    | 1927 | Federico García Lorca, con decorados de Salvador Dalí | Barcelona.                                |
| ¡No quiero, no quiero!            | 1928 | Jacinto Benavente                                     |                                           |
| Más fuerte que el amor            | 1928 | Jacinto Benavente                                     | Teatro Fontalba de Madrid                 |
| Tierra baja                       | 1928 | Ángel Guimerá                                         | Barcelona                                 |
| Los fracasados                    | 1928 | Henri-René Lenormand                                  | Teatro Fontalba de Madrid.                |
| Entre fiestas                     | 1929 | Carlos de Selvagen                                    | Teatro Cervantes de Sevilla.              |
| La zapatera prodigiosa            | 1930 | Federico García Lorca                                 | Teatro Español de Madrid.                 |
| La prudencia en la mujer          | 1930 | Tirso de Molina                                       | Teatro Español de Madrid                  |
| De muy buena familia              | 1931 | Jacinto Benavente                                     |                                           |
| La corona                         | 1931 | Manuel Azaña                                          | Teatro Goya de Barcelona                  |
| Vidas cruzadas                    | 1931 | Jacinto Benavente                                     | Teatro Goya de Barcelona                  |
| Fermín Galán                      | 1931 | Rafael Alberti                                        | Teatro Español de Madrid.                 |
| La Duquesa de Benamejí            | 1932 | Hermanos Machado                                      | Teatro Español de Madrid.                 |
| La Serrana de la Vera             | 1932 | Luis Vélez de Guevara                                 | Teatro Español de Madrid.                 |
| El otro                           | 1932 | Miguel de Unamuno                                     | Teatro Español de Madrid.                 |
| Clavijo                           | 1932 | Johann Wolfgang von Goethe                            | Teatro Español de Madrid.                 |
| Don Álvaro o la fuerza del sino   | 1933 | Duque de Rivas                                        | Teatro Español de Madrid.                 |
| Medea                             | 1933 | Séneca traducido por Miguel de Unamuno                | Teatro romano de Mérida.                  |
| Divinas palabras                  | 1933 | Valle-Inclán                                          | Teatro Español de Madrid.                 |
| María Rosa                        | 1933 | Ángel Guimerá                                         | Teatre Zorrilla de Badalona               |
| Ni el amor ni el mar              | 1934 | Jacinto Benavente                                     |                                           |
| La sirena varada                  | 1934 | Alejandro Casona                                      | Teatro Español de Madrid                  |
| Yerma                             | 1934 | Federico García Lorca                                 | Teatro Español de Madrid.                 |
| El villano en su rincón           | 1935 | Félix Lope de Vega                                    | Teatro Español de Madrid.                 |
| Otra vez el diablo                | 1935 | Alejandro Casona                                      | Teatro Español de Madrid.                 |
| Bodas de sangre                   | 1935 | Federico García Lorca                                 |                                           |
| Doña Rosita la soltera            | 1935 | Federico García Lorca                                 | Teatro Principal Palace de Barcelona.     |
| Yerma                             | 1937 | Federico García Lorca                                 | Teatro Odeón Buenos Aires                 |
| Cantata en la tumba               | 1937 | Federico García Lorca                                 | Teatro Odeón Buenos Aires                 |
| Como tú me quieres                | 1937 | Luigi Pirandello                                      | Teatro Odeón Buenos Aires                 |
| Intermezzo                        | 1937 | Giraudoux                                             | Teatro Odeón Buenos Aires                 |
| Asmodeo                           | 1937 | Mauriac                                               | Teatro Odeón Buenos Aires                 |
| Hamlet                            | 1937 | Shakespeare                                           | Teatro Odeón Buenos Aires                 |
| Angélica                          | 1937 | Leo Ferrero                                           | Teatro Odeón Buenos Aires                 |
| Doña Rosita la soltera            | 1937 | Federico García Lorca                                 | Teatro Odeón Buenos Aires                 |
| Fedora                            |      | Victorien Sardou                                      |                                           |
| La casa en orden                  |      | Arthur W. Piñero                                      |                                           |
| El adefesio                       | 1944 | Rafael Alberti                                        | Teatro Avenida de Buenos Aires            |
| La dama del alba                  | 1944 | Alejandro Casona                                      | Teatro Avenida de Buenos Aires.           |
| La malquerida                     | 1944 | Jacinto Benavente                                     |                                           |
| La casa de Bernarda Alba          | 1945 | Federico García Lorca                                 | Teatro Avenida de Buenos Aires.           |
| El malentendido                   | 1949 | Albert Camus                                          | Teatro Argentino de Buenos Aires.         |
| La loca de Chaillot               | 1951 | Jean Giraudoux                                        | Teatro Solís de Montevideo                |
| Macbeth                           | 1954 | Shakespeare                                           | Teatro Solís de Montevideo                |
| La Celestina                      | 1956 | Fernando de Rojas                                     | Buenos Aires.                             |
| La casa de Bernarda Alba          | 1958 | Federico García Lorca                                 | Teatro Nacional Cervantes de Buenos Aires |
| Pedro de Urdemalas                | 1966 | Miguel de Cervantes                                   | Teatro Solís de Montevideo.               |
| Andrónica                         |      | Ángel Guimerá                                         |                                           |
| La dama de las camelias           |      | Alexandre Dumas (hijo)                                |                                           |
| Frou frou                         |      | Henri Meilhac - Ludovic Halévy                        |                                           |
| Zazà                              |      | Pierre Berton y Charles Simon                         |                                           |
| La virgen loca                    |      | Hosmé Israel                                          |                                           |
| Juventud de príncipe              |      | Wilhelm Meyer Forster                                 |                                           |
| El rayo                           |      | Juan López Núñez                                      |                                           |
| Matrimonio interino               |      | Paul Gavault - Robert Charvay                         |                                           |
| El amor vela                      |      | Gaston de Caillavet                                   |                                           |
| Primerose                         |      | Gaston de Caillavet                                   |                                           |
| El amigo Fritz                    |      | Erckmann-Chatrian                                     |                                           |
| María del Carmen                  |      | José Feliu y Codina                                   |                                           |
| Theodora                          |      | Victorien Sardou                                      |                                           |
| La chocolaterita                  |      | Paul Gavault                                          |                                           |
| Lady Godiva                       |      | Manuel Linares Rivas                                  |                                           |

## Televisión
- Teatro televisado de Margarita Xirgú (1956), emitido desde el Teatro Nacional Cervantes obras como La celestina de Rojas, Barranca abajo de Florencio Sánchez, Tartufo de Moliére y Nuestro pueblo de Thornton Wilder.

## Discípulos

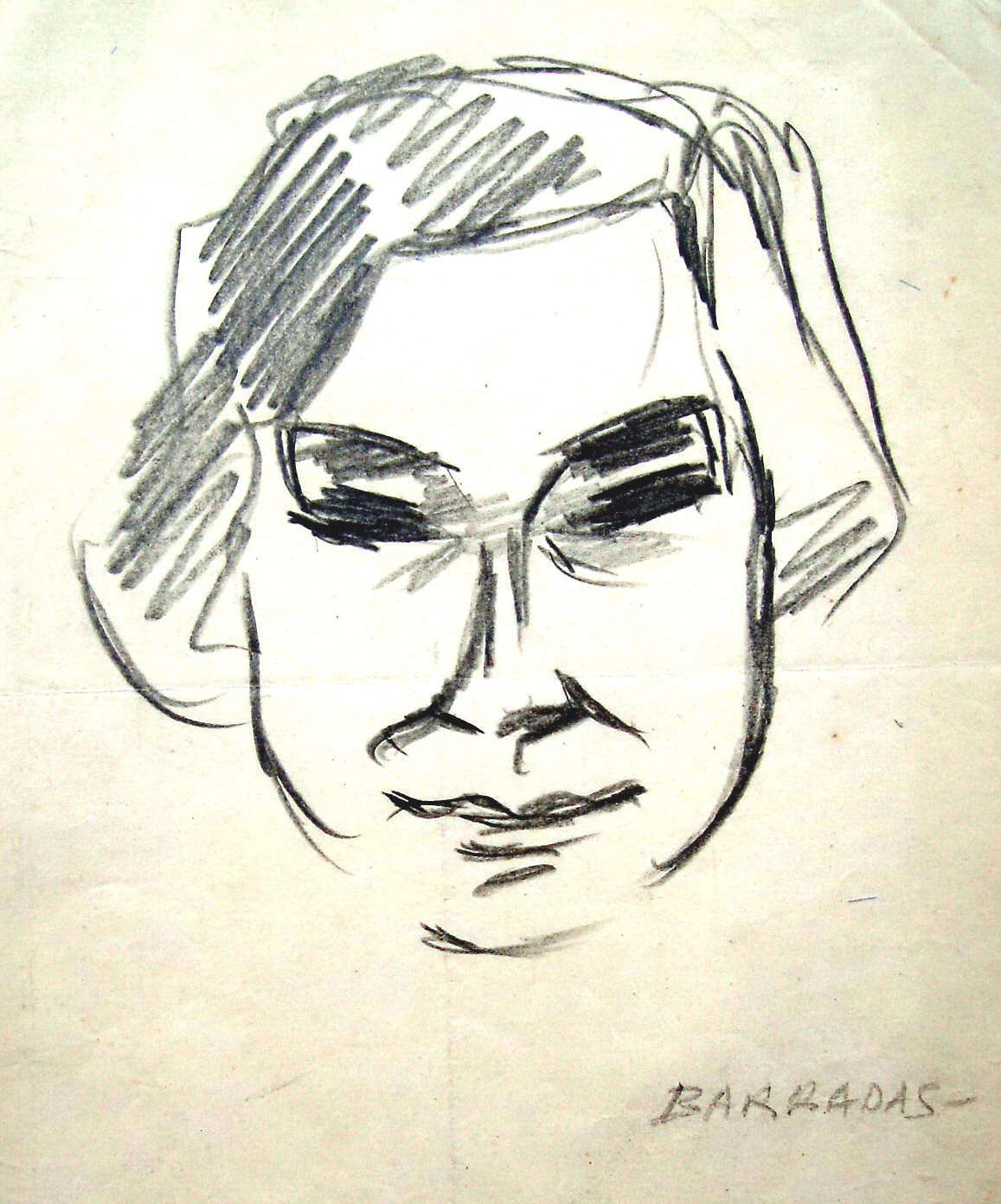
Retratada por Barradas

Varios actores de renombre iniciaron sus estudios con Xirgu:
- Alberto Closas
- Alfredo Alcón
- Ana Diosdado
- Estela Castro
- Sancho Gracia
- Thelma Biral
- China Zorrilla
- Estela Medina